# Мучино-Фернандес, Дженнифер
Дженнифер Мучино-Фернандес (англ. Jennifer Mucino-Fernandez) — американская лучница, выступающая в соревнованиях в стрельбе из олимпийского лука. Участница Олимпийских игр 2020 года.

## Биография
Дженнифер Мучино-Фернандес родилась 18 декабря 2002 года в Массачусетсе, а детство провела в Мехико. Она вернулась в США ради достижения цели выступить на Олимпийских играх.
Владеет английским и испанским языками.

## Карьера
Дженнифер начала заниматься стрельбой из лука в 2012 году.
В 2021 году она выступила на этапе Кубка мира в Париже, где сумела достичь стадии 1/32 финала в индивидуальном первенстве. В рамках этих же соревнований проводился отдельный отборочный турнир на Олимпиаду, на котором лучницы США сумели добыть путёвку для своей страны в Токио.
На Олимпийских играх 2020 года, перенесённых из-за пандемии коронавируса на один год, Дженнифер стала 24-й в рейтинговом раунде. Сборная США в составе Мучино Фернандес, Маккензи Браун и Кейси Кауфхолд уже в первом же матче командного турнира уступила российским спортсменкам с сухим счётом, лишившись борьбы за медаль. В первом раунде женского индивидуального первенства американская лучница попала на Анастасию Павлову из Украины. Мучино-Фернандес победила со счётом 6:4. Во втором раунде она встретилась в индийской лучницей Дипикой Кумари, которой уступила с таким же счётом и выбыла из борьбы за медаль.
На чемпионате мира в Янктоне в сентябре 2021 года Дженнифер Мучино-Фернандес заняла 44-е место в рейтинговом раунде и в первом матче плей-офф со счётом 6:2 победила Асю Каратыли из Турции, во втором всухую прошла Рандль Дегн из Дании, а в 1/16 финала уступила Мэдэлине Амэйстроаи из Румынии со счётом 2:6.

## Примечание
1. ↑  Jennifer Mucino-Fernandez // https://www.olympedia.org/athletes/147092
2. 1 2 3 4  Archery MUCINO-FERNANDEZ Jennifer - Tokyo 2020 Olympics (англ.). Tokyo 2020. Дата обращения: 10 апреля 2022. Архивировано 8 августа 2021 года.
3. ↑  Archery - Women's Individual - Ranking Round - Results (англ.) (PDF). Tokyo 2020 (23 июля 2021). Дата обращения: 15 августа 2021. Архивировано 25 июля 2021 года.
4. ↑  Archery - Women's Individual - Brackets - Elimination Rounds (англ.) (PDF). Tokyo 2020 (30 июля 2021). Дата обращения: 15 августа 2021. Архивировано 9 августа 2021 года.
5. ↑  Yankton 2021 Hyundai World Archery Championships (англ.) (PDF). World Archery page 33 (26 сентября 2021).